# Uroballus
Genre
Uroballus est un genre d'araignées aranéomorphes de la famille des Salticidae.

## Distribution
Les espèces de ce genre se rencontrent au Sri Lanka, au Viêt Nam, en Malaisie et en Chine.

## Liste des espèces
Selon World Spider Catalog (version 21.5, 10/11/2020) :
- Uroballus carlei Logunov & Obenauer, 2019
- Uroballus henicurus Simon, 1902
- Uroballus kinabalu Logunov, 2018
- Uroballus koponeni Logunov, 2014
- Uroballus nazirwanii Prajapati, Malamel & Sebastian, 2020
- Uroballus octovittatus Simon, 1902
- Uroballus peckhami Żabka, 1985

## Publication originale
- Simon, 1902 : « Description d'arachnides nouveaux de la famille des Salticidae (Attidae) (suite). » Annales de la Société Entomologique de Belgique, vol. 46, p. 24-56 & 363-406 (texte intégral).